# RADOM-7
RADOM (Radiation Dose Monitor) е български космически уред за прецизно измерване на космическата радиация.
Произведен е в България по разработка на бившия Институт по слънчево-земни въздействия (ИСЗВ) на Българската академия на науките.

## Описание
RADOM е от серията апарати „Люлин“ на ИСЗВ, каквито има монтирани на руската орбитална станция „Мир“.
Представлява 256 канален спектрометър-дозиметър за измерване на космическите лъчения. Тежи 160 g и е с размери 110х40х20 мм.
Уредът e монтиран на индийския космически спътник „Чандраян-1“ (октомври 2008 – август 2009), както и на Международната космическа станция. Предполага се, че Китай също ще го използва в някои от бъдещите си космически проекти.
Използва се за определяне на дозите на йонизиращите лъчения в околната среда на Луната.